# باولو روبرتو كاردوسو رودريغوس
باولو روبرتو كاردوسو رودريغوس (4 يوليو 1985 بريو دي جانيرو في البرازيل - ) هو لاعب كرة قدم برازيلي في مركز الهجوم.

## وصلات خارجية
- باولو روبرتو كاردوسو رودريغوس على موقع قاعدة بيانات كرة القدم.إي يو (الإنجليزية)